# Game Boy Advance Wireless Adapter

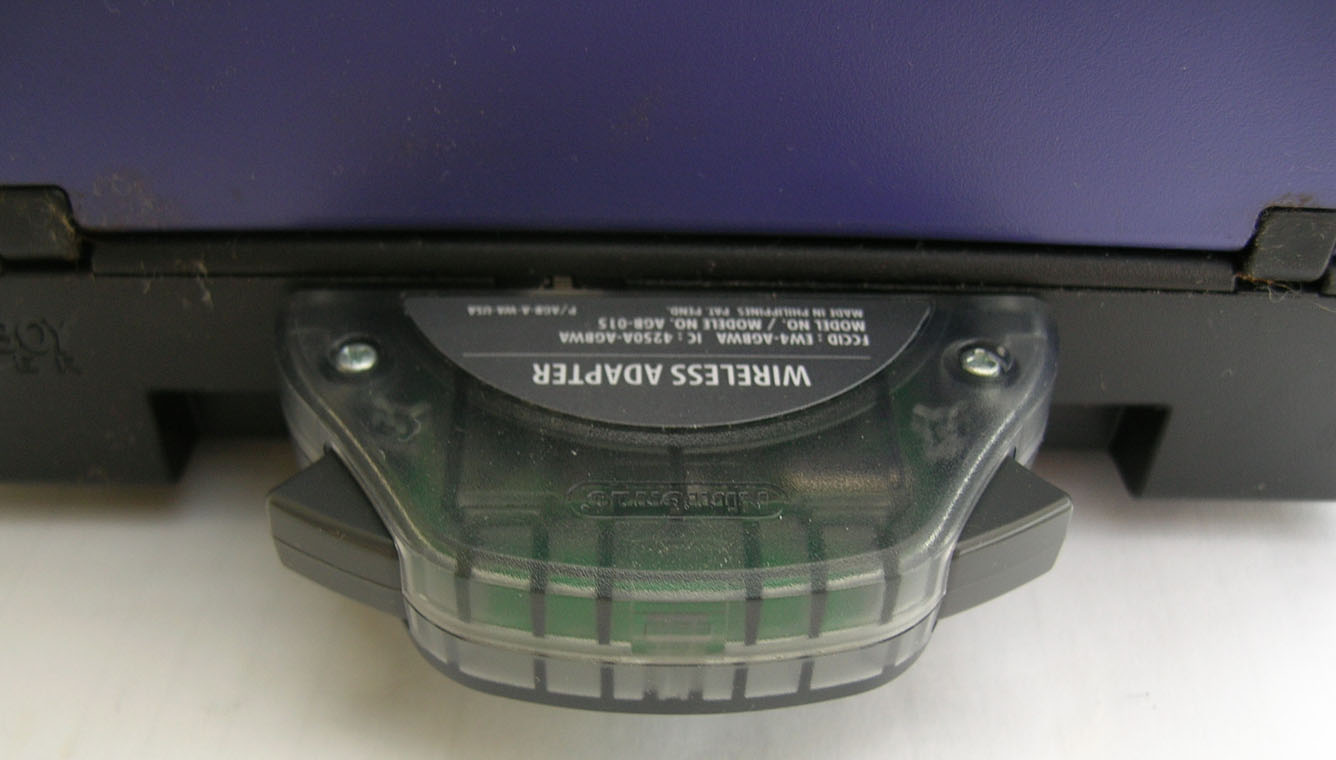
Game Boy Player с подключенным беспроводным адаптером

Game Boy Advance Wireless Adapter — аксессуар для Game Boy Advance, выпущенный Nintendo в ноябре 2004. Он является заменой для соединительного кабеля Game Link Cable, но не пользуется популярностью по ряду причин. Game Boy Advance Wireless Adapter также совместим с Game Boy Advance SP, Game Boy Player и с e-Reader.

## Совместимость

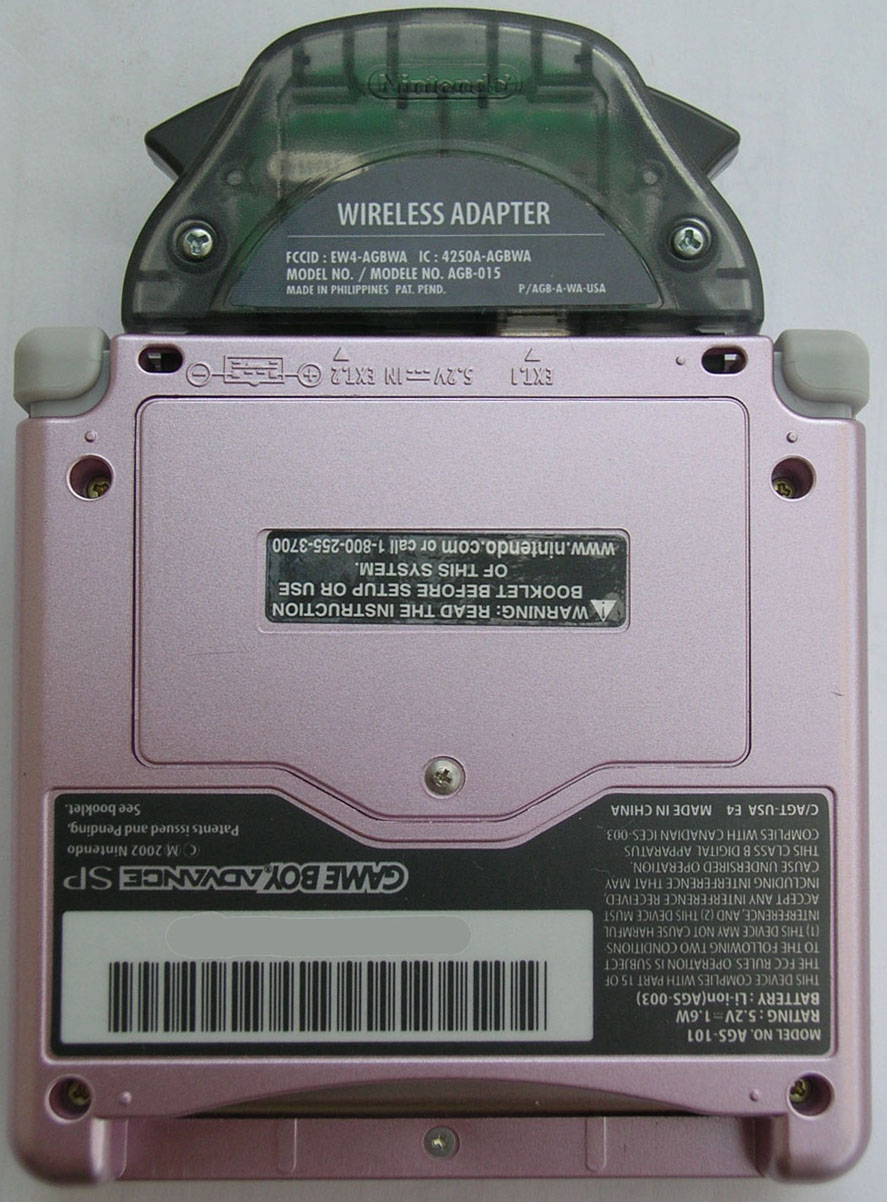
Окрашенный в цвет Pearl Pink Game Boy Advance SP с подключенным беспроводным адаптером

Также как и Game Boy Advance Game Link Cable, этот девайс предоставляет возможность многопользовательской игры между несколькими консолями Game Boy Advance, подключаясь в тот же разъём, что и соединительный кабель. Радиус действия беспроводного соединения аналогичен радиусу действия беспроводного соединения Nintendo DS; Nintendo рекомендует игрокам находиться на расстоянии десяти футов (около трёх метров) друг от друга для лучшего результата.. Стоит отметить, что адаптер не совместим с Game Boy Micro, так как у него другой разъём для подключения кабеля. Однако существует модель адаптера и для Micro, которая называется Game Boy Micro Wireless Adapter, которая полностью совместима с Game Boy Advance Wireless Adapter. Но ни один из беспроводных адаптеров не совместим с Nintendo DS, так как DS не поддерживает многопользовательский режим в играх для Game Boy Advance.
Лучше всего адаптер проявляет себя в играх Pokémon FireRed, LeafGreen, и Emerald. С помощью беспроводных адаптеров вместе могут играть до 34 человек, собираясь вместе во внутриигровом лобби, называемом «комнатой единения» (англ. Union Room), где они могут сражаться друг с другом и обмениваться покемонами. Беспроводной адаптер также использовался для передачи в игру данные с помощью опции «Таинственный подарок» (англ. Mystery Gift) во время различных рекламных программ, связанных с выходом игр серии Pokémon. В некоторых играх серии адаптер поддерживает только до пяти игроков.
Главный недостаток беспроводного адаптера состоит в том, что адаптер не имеет никакой обратной совместимости; это значит, что он будет работать только с играми, запрограммированными для поддержки адаптера, автоматически исключая все более старые игры линейки Game Boy. По состоянию на июль 2009 года, около тридцати игр для Game Boy Advance, большинство из них относятся к линейкам bit Generations (выпущена только в Японии) и Classic NES.

### Функция поиска
Эта функция доступна, когда в консоли отсутствует картридж с игрой. Достаточно просто включить консоль с подключенным беспроводным адаптером. Он автоматически произведёт поиск совместимых игр, в которые кто-то играет неподалёку. После этого игрок увидит список других игроков рядом с ним и игр, к которым можно подключиться и играть вместе.

## Маркетинг и цена
Беспроводной адаптер поставлялся в комплекте с каждым экземпляром игры Pokémon FireRed и LeafGreen, но продавать его в комплекте с какими-либо другими играми Nintendo не стала. Nintendo of America также продавала этот девайс отдельно от игры в своём интернет-магазине за $19.99.
Есть также какое-то количество этих устройств, выпускаемых сторонними производителями. Хотя они и функционируют по беспроводному протоколу, консолью они определяются как кабель Game Link Cable.

## Совместимые игры
- Серия bit Generations (только японская версия)
- Boktai 2: Solar Boy Django
- Shin Bokura no Taiyō: Gyakushū no Sabata
- Серия Classic NES:
  - Donkey Kong
  - Dr. Mario
  - Ice Climber
  - Pac-Man
  - Super Mario Bros.
  - Xevious
- Digimon Racing (Примечание: Wireless Adapter не функционирует с европейским релизом игры)
- Dragon Ball Z: Buu's Fury
- Hamtaro: Ham-Ham Games
- The Lord of the Rings: The Third Age
- Mario Golf: Advance Tour
- Mario Tennis: Power Tour
- Mega Man Battle Network 5
- Mega Man Battle Network 6: Cybeast Falzar
- Mega Man Battle Network 6: Cybeast Gregar
- Momotaro Dentetsu G: Make a Gold Deck!  (только японская версия)
- Pokémon Emerald
- Pokémon FireRed
- Pokémon LeafGreen
- Sennen Kazoku (только японская версия)
- Shrek SuperSlam